# Gerbillus burtoni
Jerbo de Burton, Gerbillus burtoni está distribuido principalmente en Darfur, Sudán. 
Menos de 250 individuos de esta especie de jerbo se encuentran en estado salvaje. 
Fue nombrado en honor a R. F. Burton quién tuvo el jerbo en su zoológico, proveniente de Darfur y descrito por Frédéric Cuvier.